# Diócesis de Ciudad Quesada
La diócesis de Ciudad Quesada (en latín: Dioecesis Civitatis Quesadensis) es una circunscripción eclesiástica de la Iglesia católica en Costa Rica. Se trata de una diócesis latina, sufragánea de la arquidiócesis de San José. Desde el 15 de marzo de 2014 su obispo es José Manuel Garita Herrera.

## Territorio y organización
La diócesis tiene 9838 km² y extiende su jurisdicción sobre los fieles católicos de rito latino residentes en parte de las provincias de Alajuela y de Heredia.
La sede de la diócesis se encuentra en la ciudad de Quesada (o Ciudad Quesada), en donde se halla la Catedral de San Carlos Borromeo.
En 2021 en la diócesis existían 19 parroquias agrupadas en 5 vicarías foráneas:
Vicaría San Carlos Borromeo
- San Carlos Borromeo, Catedral, Quesada, San Carlos
- San Roque, Barrio San Roque, Quesada, San Carlos
- San Martín, Barrio San Martín, Quesada, San Carlos
- Nuestra Señora del Perpetuo Socorro, Florencia, San Carlos

Vicaría San José
- San José, Aguas Zarcas, San Carlos
- San Antonio de Padua, Pital, San Carlos
- Nuestra Señora de la Candelaria, Venecia, San Carlos

Vicaría San Juan Bosco
- Nuestra Señora del Carmen, La Tigra, San Carlos
- San Isidro Labrador, Peñas Blancas, San Ramón
- San Juan Bosco, La Fortuna, San Carlos
- Santo Domingo de Guzmán, Monterrey, San Carlos
- San Rafael Arcángel, San Rafael, Guatuso

Vicaría San Agustín
- San Agustín, Puerto Viejo, Sarapiquí, Heredia
- El Buen Pastor, Río Frío, Sarapiquí, Heredia
- San Miguel Arcángel, San Miguel, Sarapiquí, Alajuela

Vicaría San Francisco de Asís
- San Francisco de Asís, en el centro de Los Chiles
- San Rafael Arcángel, El Pavón, Los Chiles
- Santa Rosa de Lima, Santa Rosa de Pocosol, San Carlos
- Nuestra Señora de Lourdes, Boca Arenal de Cutris, San Carlos

## Historia
La diócesis fue erigida el 25 de julio de 1995 con la bula Maiori Christifidelium Bono del papa Juan Pablo II, derivando el territorio de las diócesis de Alajuela y Tilarán (hoy diócesis de Tilarán-Liberia).

## Estadísticas
Según el Anuario Pontificio 2022 la diócesis tenía a fines de 2021 un total de 251 000 fieles bautizados.
| Año                                                                             | Población            | Población | Población      | Sacerdotes | Sacerdotes    | Sacerdotes    | Bautizados por sacerdote | Diáconos permanentes | Religiosos | Religiosos | Parroquias |
| Año                                                                             | Bautizados católicos | Total     | % de católicos | Total      | Clero secular | Clero regular | Bautizados por sacerdote | Diáconos permanentes | Varones    | Mujeres    | Parroquias |
| ------------------------------------------------------------------------------- | -------------------- | --------- | -------------- | ---------- | ------------- | ------------- | ------------------------ | -------------------- | ---------- | ---------- | ---------- |
| 1999                                                                            | 227 014              | 267 076   | 85.0           | 44         | 30            | 14            | 5159                     |                      | 18         | 14         | 17         |
| 2000                                                                            | 229 284              | 268 411   | 85.4           | 56         | 42            | 14            | 4094                     |                      | 17         | 14         | 18         |
| 2001                                                                            | 202 469              | 225 494   | 89.8           | 43         | 30            | 13            | 4708                     |                      | 17         | 11         | 18         |
| 2002                                                                            | 179 143              | 223 929   | 80.0           | 42         | 28            | 14            | 4265                     |                      | 28         | 8          | 18         |
| 2003                                                                            | 203 704              | 239 652   | 85.0           | 40         | 26            | 14            | 5092                     |                      | 14         | 12         | 18         |
| 2004                                                                            | 204 722              | 240 850   | 85.0           | 36         | 20            | 16            | 5686                     |                      | 21         | 15         | 18         |
| 2006                                                                            | 214 116              | 267 645   | 80.0           | 45         | 33            | 12            | 4758                     |                      | 18         | 13         | 18         |
| 2013                                                                            | 225 115              | 314 061   | 71.7           | 42         | 29            | 13            | 5359                     |                      | 18         | 25         | 19         |
| 2016                                                                            | 236 942              | 343 262   | 69.0           | 46         | 33            | 13            | 5150                     |                      | 15         | 19         | 19         |
| 2019                                                                            | 245 600              | 355 800   | 69.0           | 40         | 30            | 10            | 6140                     |                      | 20         | 21         | 19         |
| 2021                                                                            | 251 000              | 363 820   | 69.0           | 43         | 30            | 13            | 5837                     |                      | 13         | 12         | 19         |
| Fuente: Catholic-Hierarchy, que a su vez toma los datos del Anuario Pontificio. |                      |           |                |            |               |               |                          |                      |            |            |            |

## Episcopologio
- Ángel San Casimiro Fernández, O.A.R. (25 de julio de 1995-3 de julio de 2007 nombrado obispo de Alajuela)[nota 1]
- Oswaldo Brenes Álvarez † (19 de marzo de 2008-31 de diciembre de 2012 renunció)
- José Manuel Garita Herrera, desde el 15 de marzo de 2014